# Aviron aux Jeux de l'Empire britannique et du Commonwealth de 1954
 (mars 2025).
Navigation
Édition 1950 Édition 1958
Aux Jeux de l'Empire britannique et du Commonwealth de 1954, la compétition d'aviron comportait cinq épreuves réservées aux hommes qui se sont déroulés à Vancouver au Canada entre le 30 juillet et le 7 août 1954. La Nouvelle-Zélande a été la meilleure nation avec deux médailles d'or devant l'Australie qui a également remporté deux médailles d'or.

## Podiums
| Epreuve           | Or | Or   | Argent | Argent | Bronze                                                                                    | Bronze |
| ----------------- | --- | ---- | --- | ------ | ----------------------------------------------------------------------------------------- | ------ |
| Skiff             | Don Rowlands (NZL) | 8:28 | Sidney Rand (ENG) | 8:43   | Bobby Williams (CAN)                                                                      | 8:51   |
| Deux de couple    | Mervyn Wood & Murray Riley (AUS) | 7:55 | Bob Parker & Reg Douglas (NZL) | 8:05   | Donald Guest & Lawrence Stephan (CAN)                                                     | 8:29   |
| Deux sans barreur | Bob Parker & Reg Douglas (NZL) | 8:24 | Tom Christie & Nicholas Clack (ENG) | 8:24   | Dave Anderson & Geoff Williamson (AUS)                                                    | 8:30   |
| Quatre barré      | Lionel Robberds, Dave Anderson, Peter Evatt, Geoff Williamson & Mervyn Wood (AUS)                                                                | 7:58 | Bruce Culpan, Kerry Ashby, Murray Ashby, Bill Tinnock & Stanley Callagher (NZL)                                                              | 8:04   | Geoffrey Page, John Macmillan, Alastair Davidson, Maurice Legg & David Glynne-Jones (ENG) | 8:05   |
| Huit              | Douglas McDonald, Glen Smith, H.J. Zloklikovits, K.J. Drummond, Lawrence West, Ray Sierpina, Robert Wilson, Thomas Toynbee & Thomas Harris (CAN) | 6:59 | Alastair Davidson, Alan Watson, David Glynne-Jones, Geoffrey Page, John Pope, Joe Eldeen, M.G.C. Savage, Maurice Legg & John Macmillan (ENG) | 7:11   | Seulement 2 huit ont concouru                                                             |        |

### Tableau des médailles
| Place | Pays             | Médaille d'or | Médaille d'argent | Médaille de bronze | Total |
| ----- | ---------------- | ------------- | ----------------- | ------------------ | ----- |
| 1.    | Nouvelle-Zélande | 2             | 2                 | 0                  | 4     |
| 2.    | Australie        | 2             | 0                 | 1                  | 3     |
| 3.    | Canada           | 1             | 0                 | 2                  | 3     |
| 4.    | Angleterre       | 0             | 3                 | 1                  | 4     |